# Mario Majoni
Mario Majoni (n. Quarto, 27 de mayo de 1910 - Génova, 16 de agosto de 1985) fue un jugador y entrenador italiano de waterpolo.

## Biografía
Majoni ganó la medalla de oro olímpica de Londres de 1948 como capitán de la selección italiana de waterpolo. Jugó 118 partidos internacionales por Italia. Fue el capitán de la selección italiana de waterpolo durante 10 años.
En 1949 se le nombró técnico del comité de la FINA. En 1950 pasó a ser el seleccionador nacional italiano de waterpolo ganando la medalla de bronce en los juegos olímpicos de 1952 y el bronce en el europeo en 1954. Participando como entrenador en un total de 6 olimpiadas.
Majoni ha estado involucrado con el waterpolo más de 50 años, son referencias importantes sus libros, artículos, manuales y documentos técnicos de waterpolo.

## Títulos
Como jugador de waterpolo de la selección italiana:
- Oro en los juegos olímpicos de Londres de 1948
- Oro en el campeonato europeo de waterpolo de 1947

Como entrenador de waterpolo de la selección italiana:
- Bronce en el campeonato europeo de waterpolo de 1954
- Bronce en los juegos olímpicos de Helsinki de 1952